# Francisco de Borja Queipo de Llano
H.E. Don Francisco de Borja Queipo de Llano y Gayoso de los Cobos, Gran d'Espanya, 8è Comte de Toreno i 8è Viscot de Matarrosa (6 de novembre de 1840 - 31 de gener de 1890) va ser un noble i polític espanyol. Va ser Ministre d'Estat entre 1875 i 1879 i també va ser nomenat Alcalde de Madrid. El seu pare va ser President d'Espanya i la seva besàvia va ser la Princesa d'Anglona de la família Borja. Els seus descendents també ostenten els títols de Marquès de Queipo de Llano, Marquès de Guadiaro, Comte de Casares, Comte de Belalcázar, Comtessa de San Martín de Quiroga, Viscot de Valoria, Duc de Monteagudo, Comte de Mayorga, Comte de San Martín de Quiroga i Viscot de Matarrosa.

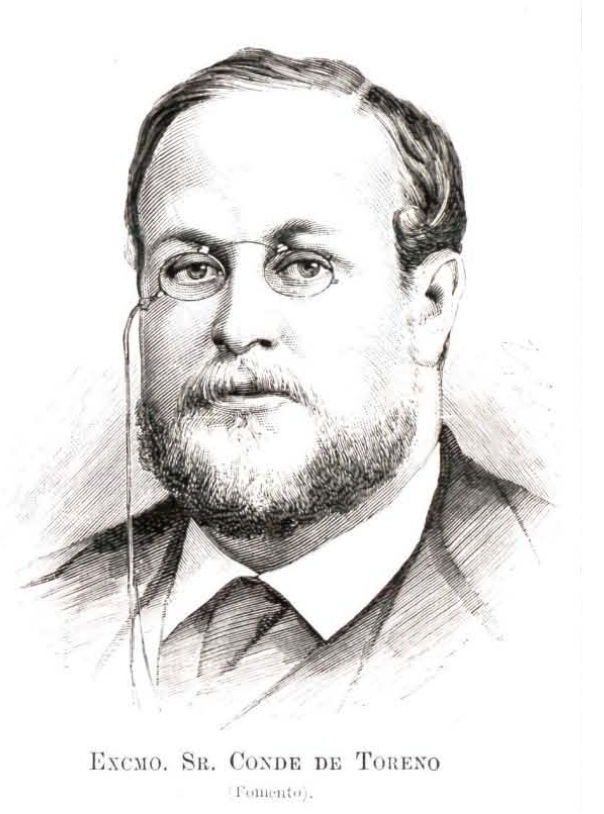
Francisco de Borja Queipo de Llano, comte de Toreno.

## Vida
Nascut a Madrid, va ser educat a l'Institut de Madrid i a la Universitat, va entrar al Parlament el 1864 com a Moderat i va ser diputat a totes les Corts del regnat de la Reina Isabel com a representant de la seva província ancestral, Astúries. Va romandre lleial als Borbons durant tota la revolució, tot i això, va ser nomenat diputat a les Corts de 1871-1873 i va fundar un diari alfonsí, El Tiempo, el 1873.
Quan es va produir la Restauració, el seu primer gabinet va nomenar el Comte de Toreno alcalde de la capital i, el 1875, ministre d'Obres Públiques, en què va millorar les biblioteques públiques, els museus, les acadèmies i els arxius públics, i va fer publicar moltes obres importants, incloent-hi les Cartas de Indias.
El 1879 es va convertir en ministre d'Afers Estrangers, el 1880 va ser president del Congrés dels Diputats, el 1884 va ser nomenat de nou governador de Madrid i el 1885 va tornar a ser president del Congrés dels Diputats. Durant el regnat d'Alfons XII i els primers anys de la regència de la Reina Cristina, el Comte de Toreno va ser un dels líders conservadors més destacats i sovint va ser consultat per la Corona. Va morir el 31 de gener de 1890.